# ChessV

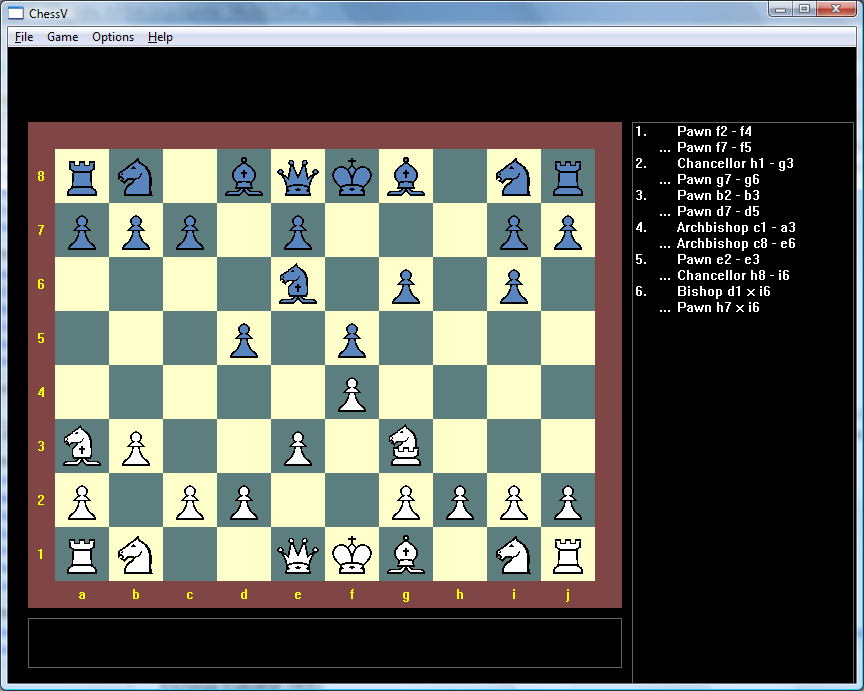
Chessv rodando no Windows Vista

ChessV (do inglês, Chess Variants) é um programa de xadrez de código livre, criado por Gregory Strong e projetado para jogar uma grande quantidade de variantes do jogo de xadrez.

## Características
ChessV é um programa open-source com uma interface gráfica amigável, sofisticada inteligência artificial e outras características que são padrão em outros programas de xadrez. No início de 2007, o ChessV suportava cerca de cinquenta variantes diferentes de xadrez. O código-fonte do programa pode ser baixado livremente pela Internet, assim como os seus executáveis.